# Carlo Francesco Pollarolo
Carlo Francesco Pollarolo (neix als voltants de 1653, Brescia – Venècia, 7 de febrer de 1723) fou un organista, mestres de capella i compositor italià, principalment d'òperes.
Deixeble de Legrenzi, el 1665 fou cantor de la catedral de Sant Marc de Venècia, on ocupà successivament els càrrecs de segon organista (a partir de 1690) i de segon mestre de capella (des de 1692); en el primer càrrec fou substituït el 1723 pel seu fill Antonio Pollarolo. Probablement hagués pogut ascendir al càrrec de primer mestre de capella, sinó li haguessin mancat coneixements més profunds en música religiosa.
Pollarolo fou un dels compositors d'òpera més fecunds i més apreciats del seu temps; només cal dir que es coneix el títol de 71 òperes, representades quasi totes elles a Venècia des de 1684 fins al 1722. Deixà també diversos oratoris, entre ells el titulat Jefte; diverses cantates, com la titulada Fede, valore, gloria et fama, executada el 1716 en el palau de l'ambaixador d'Àustria; diferents peces per a orgue, etc.

## Òperes
Llista no exhaustiva de les seves millors òperes: Demone amante, Licurgo, Antonino Pompeiano, Alboino in Italia, La pace fra Tolomeo e Selenco, Ibraim Sultano, Iole, regina di Napoli, Onorio in Roma, Circe abbandonata, La forza della virtú, Avvenimenti di Erminia e Clorinda, Ottone, La schiavita fortunata, Alfonso primo, Amage, Gli ingeni felici, L'Irene, Il pastore d'Anfriso, Ercole in cielo, Rosamunda, I regi equivoci, Tito Manlio, Amore e dovere, La forza d'amore, Ulisse sconosciuto in Itaco, Marzio Coriolano, Il giudizio di Paride, Faramondo, Il color fa la Regina, Lucio Vero, Il ripudio d'Ottavia, Odio et Amore, Venceslao, Almanzor, Arminio, La Fortune per dote, Giorno di notte, L'enigma disciolta, Dafni, Filippo, re di Grecia, Egisto, L'Alcibiade, Il falso, Tiberino, Constantino Pio, Scipione, Il trionfo della costanza, Semiramide, Lucio Papirio, Plantella, Ascanio, L'equivoco, Astinome, etc.
Malgrat que aquest compositor no pot figurar entre els músics que exerciren influència en l'art de la seva època, no es pot negar que donà més interès a la instrumentació de les seves obres que els compositors venecians predecessors seus.